# IC 574
IC 574 — галактика типу E-S0 (еліптична спіральна галактика) у сузір'ї Секстант.
Цей об'єкт міститься в оригінальній редакції індексного каталогу.